# Останні рідномовці
Головна функція природної мови — комунікативна. Щоб ця функція виконувалася, необхідно мати хоча б двох рідномовців, які б могли спілкуватися між собою. Коли залишається один рідномовець — комунікативна функція мови втрачається. Зі смертю останнього рідномовця мова стає мертвою.
На початку XXI століття у світі налічують до декількох десятків живих останніх рідномовців (за деякими твердженнями їх може бути близько 50).

## XVII століття
- 1676 року померла Честен Марчант — остання монолінгвальна рідномовиця корнської мови.

## XVIII століття
- 1756 року померла Емеренц Шультце (88) — остання рідномовиця полабської мови, поширеної на північному заході Німеччини, яка належала до західної підгрупи слов'янської мовної групи.
- 1777 року померла Доллі Пентріт — остання повноцінна рідномовиця корнської мови.

## XIX століття
- 1850 року помер Волтер Сазерленд — останній рідномовець мови норн, яка належала до скандинавської групи індоєвропейської сім'ї мов. Норн була поширеною на Оркнейських та Шетландських островах.
- 1853 року померла Хуана Марія — остання рідномовиця мови індіанського племені ніколеньо, колись поширеного на острові Сан-Ніколас, біля берегів Каліфорнії.
- 1898 року помер Туоне Удайна — останній рідномовець далматинської мови.

## XX століття
- 1916 року помер Іші (з племені яхі) (бл. 55-56), останній рідномовець індіанської мови яна (північ штату Каліфорнія, США). Іші спілкувався південним діалектом цієї мови — яхі. Одночасно Іші був останнім представником племені яна.
- 1930 року померла Асенсьйон Солорсано, остання рідномовиця мови муцун, однієї з утійських мов (північ штату Каліфорнія, США).[1].
- 1934 року померла Френсіс Джонсон, остання рідномовиця ізольованої індіанської мови такельма (штат Орегон, США). Нині представники племені такельма розмовляють англійською мовою.
- 1939 року померла Ізабел Медоуз (93), остання рідномовиця індіанської мови Румсен (утійська сім'я, костаноанська гілка, південнокостаноанська група). Румсен була поширеною на півночі штату Каліфорнія, в США. Ізабел Медоуз була європейсько-індіанською метискою, мови Румсен навчилася від своєї матері-індіанки.
- 1940 року померла Дельфін Дюклу, остання рідномовиця ізольованої індіанської мови читімача (США, штат Луїзіана).
- 1962 року померла Делла Прінс, остання рідномовиця індіанської мови війот, колись поширеної на півночі штату Каліфорнія (США). Війот входила до Алґської сім'ї мов.
- 1965 року померла Мері Йї (68) остання рідномовиця індіанської мови барбареньйо (чумашська сім'я мов). Барбареньйо була поширеною на півдні штату Каліфорнія (США).
- 1974 року помер Едвард (Нед) Маддрелл якого вважали останнім рідномовцем менської мови. Кажуть, коли Нед був дитиною, деякі його сусіди навіть не знали англійської.
- 1977 року помер Арманд Люнель[en] останній рідномовець єврейського етнолекту окситанської мови.
- 1981 року в місті Таунсвілл (Австралія, штат Квінсленд) помер Алф Палмер (90), останній рідномовець австралійської мови варрунгу (сім'я пама-ньюнга).
- 1986 року помер Джек Батлер, останній рідномовець мови джіварлі (одна з мов австралійських аборигенів).
- 1987 померла Росінда Ноласкес (94), остання рідномовиця індіанської мови купену. Купену належала до юто-ацтецької мовної сім'ї й була поширению в південній частині штату Каліфорнія (США).
- 1989 року померла Клавдія Захарівна Плотнікова — представниця народу камасинців, остання рідномовиця камасинської мови.
- 1992 року помер Тевфік Есенч, останній рідномовець убихської мови, котрий народився в Туреччині в селі Хаджи-Осман-кьою.
- 1994 року, у віці 93 років померла Таке Асаї, остання рідномовиця сахалінського діалекту айнської мови.
- 5 листопада 1995 помер Богон, останній рідномовець мови касабе. Касабе була поширеною в Камеруні та ймовірно належала до мамбілоїдної підгрупи бантоїдной групи бенуе-конголезької сім'ї.
- 8-о січня 1996 у віці 76 років помер Кромуелл Ешбі Хокінс Вест, останній рідномовець північноамериканської індіанської мови катавба (США, штат Південна Кароліна), що належить до сіуанської сім'ї мов. Уест був змішаного афроамериканського та індіанського походження. Катавба не була для Веста першою мовою, за його ж твердженням він навчився цієї мови від батьків своєї матері.
- 1996 року помер Трумен Уошингтон Дейлі (98), останній повноцінний рідномовець індіанської мови Айова-ото (сіуанської сім'ї мов). Чівер була поширеною в індіанських резерваціях штату Оклахома (США). Нині залишається ще близько двох-трьох десятків людей, які деякою мірою розуміють мову айова-ото.
- 1997 року померла Валентина Війє, остання рідномовиця сіренікської мови.
- 1999 року у віці 87 років померла Мері Кармел Чарльз — остання рідномовиця мови нюлнюл (північний захід Австралії, округ Кімберлі).

## XXI століття
- 29 грудня 2003 — померла Марія Сергино, остання рідномовиця аккала-саамської мови.
- 20 вересня 2004 — у віці 98 років померла Ян Хуан (Yang Huanyi), остання рідномовиця жіночої мови Нюй-шу, якою розмовляли жінки в Китаї близько 400 років.
- 21 січня 2008 — померла 89-річна Мері Сміт Джонс з Анкориджа, розташованого в південній частині Аляски, остання рідномовиця еякської мови (родина на-дене), однієї з мов північноамериканських індіанців.
- У січні 2010 на Андаманських островах у віці 85 років померла Боа Старша — остання рідномовиця однієї з Андаманських мов бо[2].
- 20 серпня 2010 — помер Вільям Розаріо, останній рідномовець індо-португальської креольської мови, колись поширеної в приморському індійському місті Кочін (штат Керала).
- 24 жовтня 2010, у віці 96 років на Тайвані померла Пань Цзіньюй (англ. Pan Jin-yu), остання рідномовиця пазехскої мови, що входить до тайванської зони австронезійської сім'ї мов.
- 17 березня 2012 в місті Грейлінг (США, штат Аляска), у віці 86 років помер Вілсон Дікон, останній рідномовець північноамериканської індіанської мови холікачук (родина на-дене).
- На початку жовтня 2012 — у віці 92 років помер Боббі Гоґґ, останній рідномовець діалекту шотландської мови — Кромарті, колись поширеного в однойменному рибальському селищі на східному узбережжі Шотландії.
- 26 березня 2013 — у віці 93 років помер Арчі Томпсон, останній повноцінний рідномовець індіанського мови юрок (США, штат Каліфорнія).
- 2 червня 2013 — у Канаді, у віці 103 років померла Грізелда Крістінь, остання повноцінна рідномовиця лівської мови[3].
- 30 грудня 2013 — у віці 93 років померла Емілі Джонсон Дікерсон, остання монолінгвальна рідномовиця індіанської мови чикасау (США, штат Оклахома), всі інші рідномовці (яких на цей момент залишилося близько 70) є білінгвами володіють чикасау та англійською.
- 4 лютого 2014 — у США, у віці 103 років померла Гейзел Семпсон, остання повноцінна рідномовиця індіанської мови клаллам (штат Вашингтон).
- 16 лютого 2022 — померла Крістіна Кальдерон (нар. 24 травня 1928), остання рідномовиця ізольованої яґанської мови (крайній південь Аргентини та Чилі).

## Список живих останніх рідномовців
- Доріс МакЛемор (народилася 16 квітня 1927) — остання рідномовиця індіанської мови Вічита (США, штат Оклахома).
- Едвін Бенсон (народився 1931 року) — останній рідномовець індіанської мови мандан (США, штат Північна Дакота).
- Мері Вілкокс (народилася 1933 року) — остання рідномовиця однієї з мов північноамериканського індіанського племені йокутів — туле-кавія (діалект вікчамні). Плем'я йокутів проживає в США, в центральній частині штату Каліфорнія.
- Гиані Маїиї Сен (народилася 1937 року) — остання рідномовиця ізольованої мови кусунда (Непал).
- Вердена Паркер (дата народження невідома) — остання повноцінна рідномовиця індіанського мови Хупа (мова) (США, північний захід штату Каліфорнія).
- Чарлі Мунгулда (дата народження невідома) — останній рідномовець мови амурдаг (Австралія, Північна територія).
- Сестри Гледіс та Дорін Міллер (дати народження невідомі) — останні рідномовці австралійського мови вірангу (сім'я пама-ньюнга).
- Берта Мітчелл (дата народження невідома) — остання повноцінна рідномовиця індіанської мови патвін — (США, штат Каліфорнія, вінтуанська сім'я).
- Лайнол Лано (дата народження невідома) — останній рідномовець мови Танем (Соломонові Острови, острів Ванікоро, австронезійська сім'я).